# La Constitución
La Constitución é uma telenovela mexicana, produzida pela Televisa e exibida em 1970 pelo El Canal de las Estrellas.

## Elenco
- María Félix - María Guadalupe
- Sonia Amelio
- Carlos Bracho
- Narciso Busquets
- Sergio Bustamante
- Miguel Córcega
- María Rubio